# Улльстрём, Давид
Давид Улльстрём (22 апреля 1989, Йёнчёпинг, Швеция) — шведский хоккеист, центральный нападающий. Воспитанник системы шведского клуба ХВ71. Серебряный призёр Молодёжного чемпионата мира 2009 года. Неоднократно вызывался в сборную Швеции для участия в этапах Еврохоккейтура.

## Карьера
Свою карьеру Улльстрём начал в системе юниорских и молодёжных команд клуба ХВ71. В сезоне 2007—2008 в составе молодёжной команды клуба Давид за 40 игр набрал 54 очка (27+27) и дебютировал за основную команду. В июне 2008 года в 4 раунде драфта НХЛ был выбран клубом Нью-Йорк Айлендерс под общим 102 номером.
В сезоне 2008—2009 для получения игровой практики был отправлен в клуб Бурос, выступавший во втором дивизионе чемпионата Швеции. За 15 игр Давид набрал 16 (9+7) очков, став шестым бомбардиром команды, и был возвращен в основную команду ХВ71. В следующем сезоне Давид вошёл в основу команды, набрал 16 очков (5+11) в регулярном чемпионате, 2 очка (2+0) в плей-офф и стал вместе с командой чемпионом Швеции.
В июне 2010 года Улльстрём подписал с Нью-Йорк Айлендерс трехлетний контракт новичка. Сезон 2010—2011 он полностью провел за Бриджпорт Саунд Тайгерс, выступающий в АХЛ. За 67 проведенных игр, Давид набрал 41 очко (17+24) и стал одним из лучших бомбардиров команды.
В сезоне 2011—2012 Улльстрём дебютировал в НХЛ. Свой первый гол Нью-Йорк Айлендерс забил 6 декабря 2011 года ворота Тампа-Бэй Лайтнинг. Всего в сезоне за основную команду Давид набрал 8 очков (4+4) за 29 игр. Так же 40 игр в сезоне Улльстрём провел за Бриджпорт, набрав 30 очков (24+6). В третий сезон действия своего контракта новичка Улльстрем так и не смог прочно закрепится в основной команде и большую часть игр сезона провел за фарм-клуб.
По окончании контракта с Айлендерс, Улльстрём вернулся в Европу и подписал контракт с Ярославским Локомотивом, выступающим в КХЛ. Но, после смены главного тренера в начале сезона, начал редко попадать в состав и 20 ноября 2013 года было объявлено о расторжении контракта по соглашению сторон. За Ярославский клуб Давид провел 18 игр, набрав 4 очка (3+1). Но уже на следующий день другой клуб КХЛ объявил о подписании с Улльстрёмом контракта до конца сезона 2013—2014. Следующим клубом шведского форварда стал Лев, базировавшийся в Праге. С чешским клубом дошёл до финала розыгрыша Кубка Гагарина, но финальной серии команда уступила Магнитогорскому Металлургу.
Несмотря на хорошие результаты, в сезоне 2014—2015 «Лев» не принял участие из за финансовых проблем. Улльстрёму пришлось в очередной раз менять клуб. В июне 2014 года он подписал двухлетний контракт с Череповецкой Северсталью. Но уже в декабре 2014 года форварду пришлось опять переезжать. В результате обмена Давид продолжил сезон в Новосибирской Сибири, а в «Северсталь» отправились Андреас Турессон и Андрей Конев. Сезон для новой команды форварда сложился очень удачно. Команда дошла до финала конференции, уступив в серии Ак Барсу и завоевав бронзовые медали чемпионата КХЛ, что стало лучшим результатом в истории клуба.
В сезоне 2015—2016 Давид Улльстрём продолжил выступать в составе «Сибири», но по окончании сезона форварду не был предложен новый контракт и он перешёл в минское «Динамо».
В сезоне 2016/2017 за минское «Динамо» провел две игры (из-за травм).  9 января 2017 контракт с игроком был расторгнут.

## Статистика
Последнее обновление: 11 января 2021 года
| Легенда | Легенда                    | Легенда | Легенда                   | Легенда | Легенда    |
| ------- | -------------------------- | ------- | ------------------------- | ------- | ---------- |
| И       | Количество проведённых игр | Штр     | Штрафное время            | +/−     | Плюс-минус |
| Г       | Голы                       | П       | Голевые передачи          | О       | Очки       |
| -       | Статистика неизвестна      | —       | Статистика не учитывалась |         |            |

### Международная
| Год   | Команда | Турнир | Результат |   | И | Г | П | О | Штр |
| ----- | ------- | ------ | --------- | - | - | - | - | - | --- |
| 2009  | Швеция  | МЧМ    | 2         | 6 | 2 | 2 | 4 | 2 |     |
| Всего | Всего   | Всего  | Всего     | 6 | 2 | 2 | 4 | 2 |     |